# Rosa diversistyla
Rosa diversistyla är en rosväxtart som beskrevs av Jules Cardot. Rosa diversistyla ingår i släktet rosor, och familjen rosväxter. Inga underarter finns listade i Catalogue of Life.